# Smoothie King Center

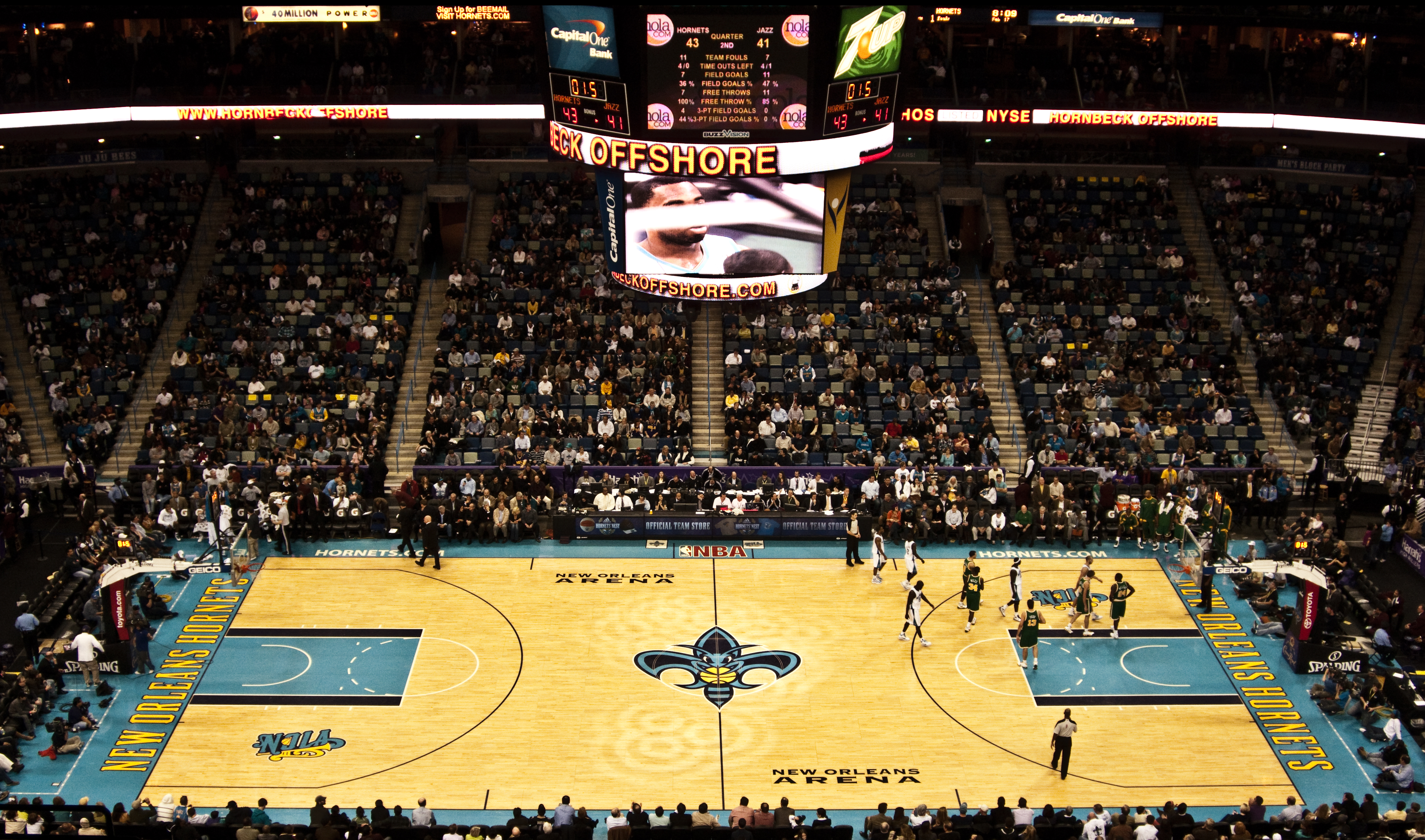
Interior del pabellón durante un juego de la NBA.

El Smoothie King Center (originalmente New Orleans Arena) es un estadio cubierto multiusos situado en  New Orleans, Luisiana. Está ubicado en el Central Business District de la ciudad, adyacente al Caesars Superdome. Se inauguró en 1999 como New Orleans Arena y ha sido el estadio de los New Orleans Pelicans, de la Asociación Nacional de Baloncesto (NBA) desde 2002.  El New Orleans VooDoo de la Arena Football League jugó sus partidos como local en el estadio desde 2004 hasta que el equipo se disolvió en 2008. El VooDoo reanudó el juego en el estadio en marzo de 2011, hasta después de la temporada 2015 de la AFL, cuando la franquicia cerró.

## Historia
El estadio se completó en 1999 con un costo de 114 millones de dólares y se inauguró oficialmente el 19 de octubre de 1999. El estadio tiene capacidad para 17.805 personas para conciertos, 16.867 para juegos de los Pelicans, 18.500 para baloncesto universitario y juegos de eliminatorias de los Pelicans, y 16.900 para hockey sobre hielo y fútbol americano. Tiene 2.800 asientos tipo club y 56 suites de lujo.
El recinto para conciertos tiene una capacidad para 7.500 espectadores en los espectáculos de media escena, 17.221 en los espectáculos de final de escena y 17.805 en los espectáculos de escena central. Para ferias y convenciones, el recinto cuenta con 17.000 pies cuadrados (1.600 m²) de espacio. El techo tiene 65 pies (20 m) de vigas y techo, 70 pies (21,5 m) hasta la parte superior del recinto.
En 1999, el primer inquilino del estadio, el equipo de hockey sobre hielo New Orleans Brass de la ECHL, jugó su primer partido en casa en el estadio. El equipo jugó en el estadio durante sus últimas tres temporadas. Durante los tres primeros años el único equipo que actuaba allí como local eran los Brass, hasta que en 2002 los Charlotte Hornets se mudaron a New Orleans. Cuando los New Orleans Hornets llegaron en 2002, persuadieron al gobierno estatal para que exigiera que los Brass asumieran el costo de convertir el estadio entre configuraciones de baloncesto y hockey. Ese gasto era más de lo que los Brass estaban dispuestos a pagar, y se vieron obligados a cerrar debido a la falta de otro estadio adecuado.
Los New Orleans Pelicans jugaron su primer partido en el Smoothie King Center contra los Utah Jazz el 30 de octubre de 2002.
Los New Orleans VooDoo, de la Arena Football League (AFL), comenzaron a jugar sus partidos como equipo local en el estadio a partir de febrero de 2004.
Tras el huracán Katrina del 29 de agosto de 2005, las operaciones médicas que anteriormente se habían llevado a cabo en el Superdome se trasladaron al Arena. El personal médico había estado trabajando en una zona del Superdome con poca iluminación, techos con goteras y alfombras empapadas. El diseño del Arena fue probado en 1996 por CPP, una empresa consultora de ingeniería eólica, por lo que se comportó mucho mejor que el Superdome durante la tormenta y estaba en mejores condiciones para albergar operaciones médicas delicadas. Por lo tanto, a diferencia del Superdome, el Arena reabrió sus puertas solo un mes después de la tormenta. El 8 de marzo de 2006, los Hornets jugaron su primer partido en casa en el Arena desde el huracán Katrina y el inicio de la temporada 2005-06. Una multitud de 17.744 espectadores vio a Los Angeles Lakers derrotar a los Hornets por 113-107.
En 2006, el estadio instaló un sistema de video y puntuación led suspendido de Daktronics. La instalación suspendida está compuesta por dos pantallas de anillo y ocho pantallas de video, así como tableros de puntuación. Esta instalación está completamente integrada con los más de 875 pies (267 m) de tecnología de pantalla de cinta que se instaló en el estadio en 2002.  En el verano de 2008, se instalaron nuevos relojes de tiro "transparentes" de Daktronics, que reemplazaron las unidades de caja existentes. El equipo New Orleans VooDoo de la Arena Football League reanudó sus actividades en el estadio en marzo de 2011.
En 2013, el estadio se sometió a una importante renovación. Las renovaciones de 2013 se centraron principalmente en la experiencia de los partidos dentro del estadio. Estas mejoras incluyen actualizaciones de las suites y los niveles del club, la ampliación de los niveles del club, la creación de nuevos palcos y una nueva percha para fiestas. Otras mejoras incluyen puestos de concesión mejorados, tableros led mejorados y otras comodidades internas para los equipos y los artistas que utilizan el estadio.
El 5 de febrero de 2014, se anunció que se había llegado a un acuerdo de 10 años para cambiar el nombre del New Orleans Arena a Smoothie King Center antes del Juego de las Estrellas de la NBA de 2014.
En septiembre y octubre de 2014 se realizaron renovaciones exteriores en el Smoothie King Center, incluidas nuevas entradas, pintura del centro de verde azulado a gris claro y un nuevo sistema de iluminación led exterior similar al del propio Mercedes-Benz Superdome. Sin embargo, algunos planes originales, como agregar un alero al edificio, fueron cancelados.Los Hornets/Pelicans han disfrutado de un récord ganador de 341–275 (.554) durante la temporada regular y 15–9 (.625) durante las eliminatorias en partidos de local jugados en el New Orleans Arena/Smoothie King Center hasta la conclusión de la temporada 2018-19.

## Eventos notables

### Deportes

#### NBA
El Smoothie King Center fue sede del All-Star Game  de la NBA de 2008, el All-Star Game  de la NBA de 2014,  y el All-Star Game de la NBA de 2017, después de que la NBA retirara el juego del Spectrum Center de Charlotte debido a la " factura del baño " de Carolina del Norte .

#### Deportes universitarios
En 2011, el estadio fue sede del torneo de baloncesto masculino de la División I de la NCAA de la Conferencia del sureste. El estadio también fue sede de la primera y segunda ronda del torneo de baloncesto masculino de la NCAA en 2007 y 2010. El torneo de baloncesto masculino de la Conferencia del Sureste de 2012 se celebró en el estadio.
El estadio fue sede de la Final Four femenina de 2004 y de la Final Four femenina de 2013. También fue sede del torneo de baloncesto femenino de la NCAA de 2008, South Regionals. El estadio estaba programado para albergar la Final Four femenina de 2020, antes de que finalmente se cancelara debido a la pandemia de coronavirus.
La Final Four de voleibol femenino de la División I de la NCAA de 2002 se celebró en el New Orleans Arena en diciembre de 2002.
Los campeonatos de gimnasia SEC de 2019 y 2024 se celebraron en el estadio.

#### Fútbol de arena
El estadio albergó el ArenaBowl XXI en 2007, el ArenaBowl XXII en 2008 y el ArenaBowl XXV en 2012. 

#### MMA y boxeo
- 9 de septiembre de 2000: el estadio albergó la pelea por el título de peso semipesado entre Roy Jones Jr. y Eric Harding. Jones ganó por nocaut técnico en el décimo asalto.
- 6 de junio de 2015 – UFC Fight Night: Boetsch vs. Henderson.

#### Otros eventos
- 2000 – El evento de la gira de la Bud Light Cup de los Professional Bull Riders (PBR)
- 2001 – Evento de gira de la Bud Light Cup de Professional Bull Riders (PBR)
- 2002 – El evento de gira Professional Bull Riders (PBR) Bud Light Cup se llevó a cabo en la arena.
- 2003 – Evento de gira de la serie Built Ford Tough de Professional Bull Riders (PBR)
- Agosto de 2003 – Se celebró en el pabellón el pesaje del Bassmaster Classic XXXIII .
- Marzo de 2007: se celebró en la arena el evento de la gira Professional Bull Riders (PBR) Built Ford Tough Series .
- Abril de 2010: el evento Professional Bull Riders (PBR) se llevó a cabo en la arena para un evento de la Built Ford Tough Series.
- Marzo de 2015 – AMSOIL Arenacross
- Noviembre de 2019; febrero de 2022: Monster Trucks de Hot Wheels en vivo

### Lucha libre profesional
La arena también ha sido sede de varios eventos de la WWE, como el Royal Rumble en 2001, Extreme Rules en 2009, Hell in a Cell en 2011, Elimination Chamber en 2013, la ceremonia de inducción al Salón de la Fama de la WWE de 2014 y el siguiente Raw como parte del fin de semana de WrestleMania XXX, y NXT TakeOver: New Orleans, la ceremonia de inducción al Salón de la Fama de la WWE de 2018 y los siguientes eventos de Raw y SmackDown como parte del fin de semana de WrestleMania 34. La arena también ha sido sede de varios espectáculos de Raw y SmackDown .
Desde 2002 es el pabellón de los New Orleans Pelicans de la NBA, y en ocasiones, de la Universidad de Tulane. Desde febrero de 2004 también es la sede de New Orleans VooDoo, de la AFL y lo fue de New Orleans Brass de la ECHL hasta su desaparición en 2002.
Durante los tres primeros años el único equipo que actuaba allí como local eran los Brass, hasta que en 2002 los Charlotte Hornets se mudaron a New Orleans.
La capacidad del pabellón es de 18 000 espectadores para baloncesto, 16.500 para fútbol americano y para conciertos u otros espectáculos, va desde 7500 hasta los 17 805. Cuenta además con 56 palcos de lujo.
Entre los principales eventos que albergó se destacan el All-Star Game de la NBA en 2008 y 2014, el ArenaBowl XXI en 2007 y el torneo de la Southeastern Conference de la NCAA en 2012. En 2007 ya fue sede de la 1.ª y 2.ª ronda del torneo NCAA y en 2004 acogió la Final Four de la NCAA femenina y en 2008 será sede de rondas en la South Regional. En 2015 albergó el combate de artes marciales mixtas UFC Fight Night: Boetsch vs. Henders.

## Huracán Katrina
Durante el Huracán Katrina los equipos médicos que tenían su base en el Superdome se trasladaron a este pabellón, debido a las mejores condiciones que ofrecía este pabellón para desarrollar su trabajo. A pesar del huracán, el Arena reanudó sus actividades un mes después de la catástrofe.
Los Hornets jugaron su primer partido de la 2005-06 el 8 de marzo de 2006 con Los Angeles Lakers enfrente. Los Lakers vencieron 113-107, pero eso era lo de menos aquella noche, lo emotivo fue el ambiente de baloncesto que volvió a sentir una ciudad tan damnificada por un desastre como el Katrina.
El 5 de julio de 2006, el New Orleans Arena aumentó su capacidad para los conciertos de Tim McGraw y Faith Hill, alcanzando esa noche el récord de asistencia al pabellón.